# Браш (Сома)
Браш (фр. Braches) насеље је и општина у североисточној Француској у региону Пикардија, у департману Сома која припада префектури Мондидје.
По подацима из 2011. године у општини је живело 218 становника, а густина насељености је износила 30,24 становника/km². Општина се простире на површини од 7,21 km². Налази се на средњој надморској висини од 52 метара (максималној 112 m, а минималној 37 m).

## Демографија
| 1962. | 1968. | 1975. | 1982. | 1990. | 1999. | 2011. |
| ----- | ----- | ----- | ----- | ----- | ----- | ----- |
| 116   | 127   | 108   | 155   | 185   | 201   | 218   |

График промене броја становника у току последњих година